# Pla de la Creu de Dalt
El Pla de la Creu de Dalt és un pla del poble d'Hortoneda, al municipi de Clariana de Cardener (Solsonès).